# Distrito de Stratford-on-Avon
Stratford-on-Avon es un distrito no metropolitano del condado de Warwickshire en Inglaterra. Tiene una superficie de 977.87 km². Según el censo de 2001, Stratford-on-Avon estaba habitado por 111 484 personas y su densidad de población era de 114.01 hab/km².

## Localidades
- Harbury, parroquia.
- Atherstone on Stour, parroquia y pueblo.